# Wskaźnik wysterowania

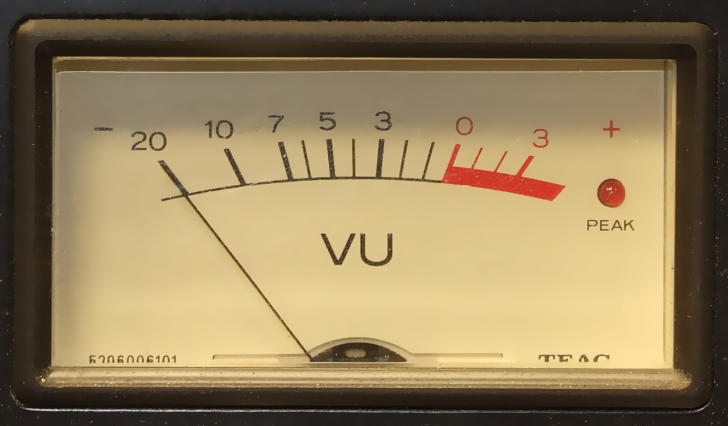
Typowy wskaźnik wysterowania

Wskaźnik wysterowania (VU-metr, czyt. wijumetr) – urządzenie elektroniczne służące do wskazywania poziomu sygnału w sprzęcie elektroakustycznym. Typowy VU-metr jest specjalnie wykonanym wskaźnikiem elektromagnetycznym, zwykle wyskalowanym od –20 do +3 dB, co odpowiada logarytmicznej skali od 1% do 200%. Coraz częściej wskaźniki elektromagnetyczne zastępowane są wskaźnikami elektrooptycznymi, np. wykonywane w postaci zestawu diod LED lub wyświetlaczy katodowych. Układ może posiadać wbudowany wewnętrzny wzmacniacz o regulowanym wzmocnieniu.

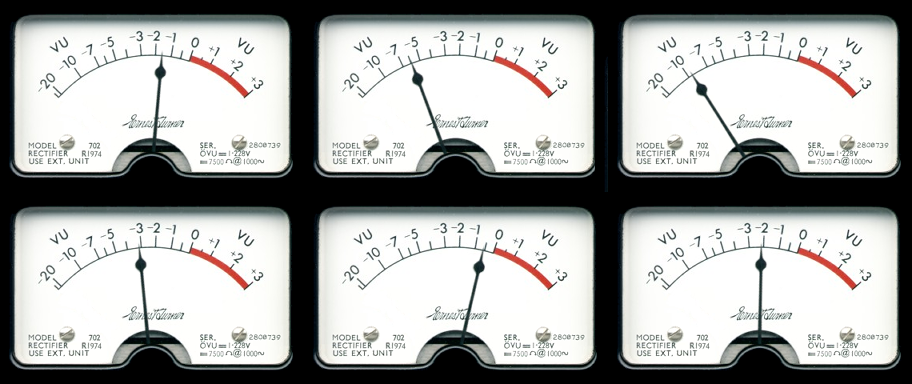
Wielokanałowy wskaźnik wysterowania